# Elias M. Stein
Elias Menachem Stein (Anversa, 13 gennaio 1931 – 23 dicembre 2018) è stato un matematico statunitense nato in Belgio, conosciuto per i suoi lavori nel campo dell'analisi armonica. È stato il vincitore del premio Steele nel 1984 e nel 2002, del premio Schock in matematica nel 1993, del Premio Wolf per la matematica nel 1999 e della National Medal of Science nel 2002.